# Rodrigo Carvalho (cantor)
Rodrigo Carvalho Oliveira é um cantor e compositor brasileiro, nascido no Rio de Janeiro, capital do estado homônimo. É fundador e ex-vocalista do Galocantô, formado no final da década de 1990, um dos principais grupos de samba do Rio de Janeiro, com dois CDs indicações ao "Prêmio da Música Brasileira".
Também conhecido como Biro, sempre frequentou rodas de samba, da Lapa da Madureira. Começou profissionalmente na década de 1990 como corista em gravações e shows da cantora Beth Carvalho. Interpretou sambas-enredo em disputas no Império Serrano, onde foi campeão com o sambista Arlindo Cruz e na Vila Isabel, com Moacyr Luz.
Foi finalista como compositor, na Beija-Flor de Música Escola Villa-Lobos, com a música "Fina Batucata", em parceria com Fred Camacho.